# Židelník
Židelník (Dirca) je malý rod rostlin, patřící do čeledi vrabečnicovité (Thymelaeaceae) a zahrnující 3–4 druhy. Jsou to opadavé keře s drobnými žlutozelenými květy, pocházející ze Severní Ameriky. Rostou převážně na vlhčích bohatých půdách okolo vodních toků, kde mohou dorůstat výšky až 3 metry.

## Použití
Tuhou, ohebnou kůru používaly indiánské kmeny k vázání či jako řemínky. Některé druhy jsou příležitostně používány jako okrasné rostliny, mají však pouze sbírkový význam.

## Druhy
- Dirca decipiens
- Dirca mexicana
- Dirca occidentalis
- Dirca palustris